# Шенгуровский сельский совет (Кобелякский район)
Шенгуровский сельский совет (укр. Шенгурівська сільська рада) — входит в состав
Кобелякского района
Полтавской области
Украины.
Административный центр сельского совета находится в 
с. Шенгуры.

## Населённые пункты совета
- с. Шенгуры
- с. Виблые
- с. Коваленковка

## Ликвидированные населённые пункты совета
- с. Баранники